# (3243) Skytel
(3243) Skytel (1980 DC) – planetoida z pasa głównego asteroid okrążająca Słońce w ciągu 5,29 lat w średniej odległości 3,03 au. Odkryta 19 lutego 1980 roku.